# 파이어 엠블렘 인게이지
《파이어 엠블렘 인게이지》는 인텔리전트 시스템즈가 개발하고 닌텐도가 배급한 2023년 전략 롤플레잉 게임이다. 《파이어 엠블렘 풍화설월 (2019)》 이후 제작된 《파이어 엠블렘》 시리즈의 후속작으로, 닌텐도 스위치 플랫폼으로 개발돼 2023년 1월 20일 전세계에 동시출시됐다.
무대는 용과 인간이 공존하는 땅 엘리오스 대륙으로, 천 년전 전쟁에서 문장사에 의해 봉인된 사룡이 부활하려 하자, 마찬가지로 전쟁 후 오랜 잠에서 깨어난 주인공 '뤼에르'가 문장사의 힘이 깃든 12개의 반지들을 찾는 여행을 그렸다. 타 《파이어 엠블렘》 게임의 주요인물들이 문장사로서 출연한다.

## 반응
《파이어 엠블렘 인게이지》는 리뷰 애그리게이터 웹사이트 메타크리틱에서 81/100점을 기록해 "대체적으로 긍정적인 평가"를 받았다.

### 흥행
《파이어 엠블렘 인게이지》는 일본서 발매 첫 주에 소매상에서 144,558장이 판매돼 그 주 게임 중 최고 소매 판매량을 기록했다.

## 참조

### 주해
1. ↑  영어: Fire Emblem Engage, 일본어: ファイアーエムブレム エンゲージ